# Fieseler
Фізелер (нім. Fieseler) — німецька авіабудівна та інженерна компанія, зі штаб-квартирою в місті Касселі, діяла протягом 1930—40-х років. Виробляла літаки, переважно військові, для потреб Люфтваффе. Заснована у 1930 як Fieseler Flugzeugbau Kassel, у 1939 назву компанії змінено на Gerhard-Fieseler-Werke GmbH (GFW).
Найбільш відомі вироби — багатоцільовий літак Fieseler Fi 156 Storch та некерована ракета «земля-земля», більш відома як Фау-1.

## Історія

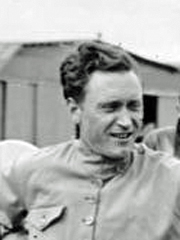
Герхард Фізелер — засновник однойменної компанії

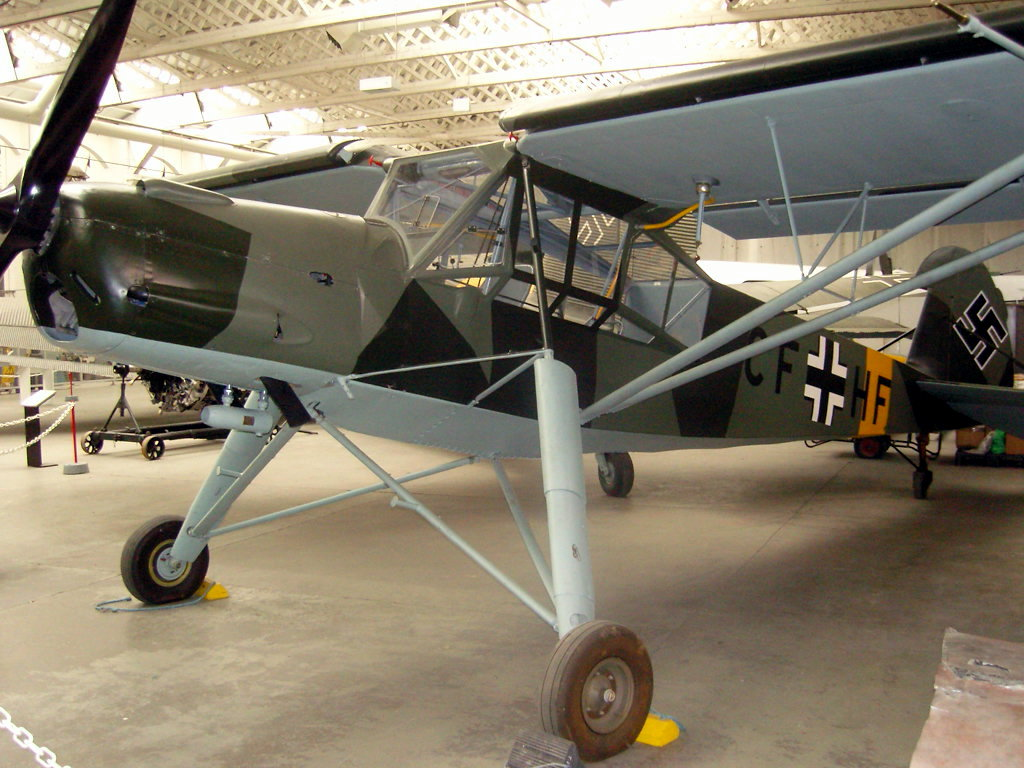
Fi 156 Storch у Імперському військовому музеї в Даксфорді (Велика Британія)

Fieseler Flugzeugbau Kassel засновано 1 квітня 1930 німецьким асом Першої світової війни і чемпіона з вищого пілотажу Герхардом Фізелером (нім. Gerhard Fieseler, * 15 квітня 1896, Glesch, Берггайм (Північний Рейн-Вестфалія); † 1 вересня 1987, Кассель). До цього, Фізелер був менеджером на підприємстві Рааб-Катценштайн (нім. Raab-Katzenstein-Flugzeugwerke, у 1920-х роках німецький виробник літаків), проте, коли компанія збанкрутувала, він купив завод планерів в Касселі та швидко перепрофілював його для будівництва спортивних літаків, продовжуючи виробляти, також, і планери. Від 1 квітня 1939 назву компанії змінено на Gerhard-Fieseler-Werke GmbH (GFW).
У 1934 компанія стала відомою, коли Герхард Фізелер виграв Чемпіонат світу з Вищого пілотажу на літаку F2 Tiger, що побудувало його підприємство. Далі — вельми вдалий F5, що був визнаний класичним спортивним літаком.
Проте найбільший успіх підприємству приніс 1936, коли її машина виграла тендер у боротьбі з компаніями Messerschmitt (Bf 163) і Siebel Flugzeugwerke (Siebel Si 201) за новий літак спостереження і зв'язку для Люфтваффе. Пропозиція компанії — концепція «Літака короткого злету і посадки», виявилася найкращою — так з'явився багатоцільовий Fieseler Fi 156 Storch (укр. Лелека). Головними творцями літака стали: Герхард Фізелер  — керівник проекту, начальник конструкторського бюро Райнгольд Мевес (нім. Reinhold Mewes), Віктор Маугш (нім. Viktor Maugsch), Герман Вінтер (нім. Herman Winter) і технічний директор компанії Еріх Бахем (нім. Erich Bachem), за аеродинаміку відповідав доктор Зігурд Хернер (нім. Sigurd Hoerner). Компанією за часи Другої світової війни вироблено 2867 цих машин.
У 1941 проект безпілотних літаючих бомб привернув увагу RLM, яке 5 червня 1942 дало компанії відповідне доручення. У виробництво виріб пішов як Fieseler Fi 103 (також FZG 76 нім. Flakzielgerät) — некерована ракета «земля-земля», більш відома як Фау-1, конструктор Роберт Люссер (нім. Robert Lusser).
На Fieseler у воєнний час було налагоджено виробництво за ліцензією також літаків інших фірм, включаючи Messerschmitt Bf 109 (1071 шт) і Focke-Wulf Fw 190 (2240 шт). Завод був ціллю багатьох повітряних нальотів союзників, проте продовжував виробництво протягом всієї війни. Найбільше, підприємство потерпало від бомбардувань 28 липня 1943 та 22 жовтня 1943, а 19 квітня 1944 відновлений Fieselerwerke знову було пошкоджено бомбардуванням ВПС США.
Під час війни підприємство збудувало для своїх робітників селище Forstfeld, в тому числі і тих, що працювали примусово.
29 березня 1944, під тиском керівників авіаційної промисловості, Герхард Фізелер продав своє підприємство та був змушений піти з посади директора, оскільки число випущених літаків було нижче ніж запланованого.

## Повоєнний період
Після війни завод працював з обмеженою потужністю протягом декількох років, виробляючи автомобільні запчастини. Найвідоміша продукція Fieseler — Fieseler Fi 156 Storch та Фау-1, продовжували вироблятися іноземними компаніями.
15 жовтня 1947 військова окупаційна влада оголосила про те, що Fieseler демонтують, а обладнання піде в рахунок виплат репарацій.
На сьогоднішній день, назва вулиці Am Fieseler в Лофельдені, на місці розташування колишньої компанії, нагадує про минуле.

## Літаки, ракети та планери Fieseler

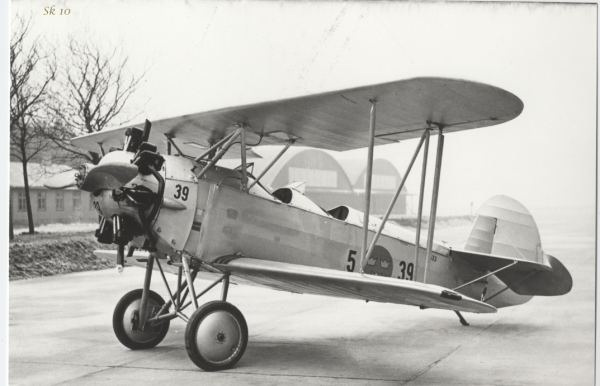
Fieseler F 1

Розробники Fi 256 V1. Зліва направо: Рейнгольд Мевес, Еріх Бахем, Герхард Фізелер; в літаку інженер Віллі Фідлер (Willy A. Fiedler)

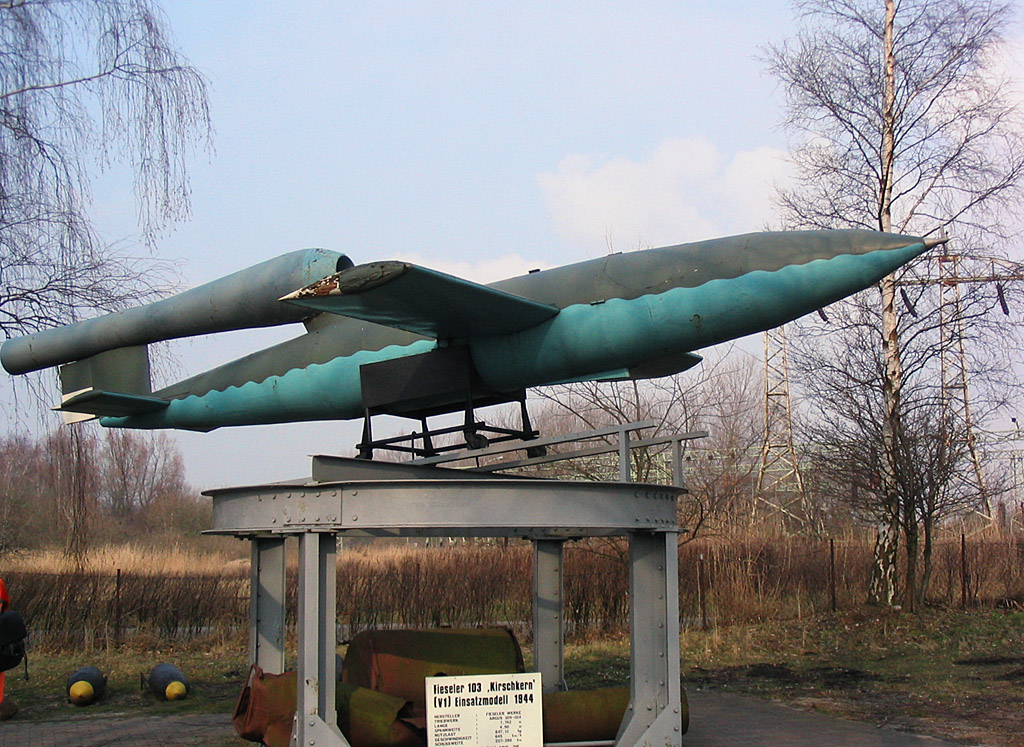
Фау-1 в музеї в Пенемюнде

- Австрія — найбільший, для свого часу, планер у світі; мав розмах крил 30 метрів[2]
- Кассель 12 — навчальний планер
- F 1 — пілотажний спортивний літак, 1930
- F 2 Tiger — пілотажний спортивний літак, 1932
- F 5 — пілотажний спортивний та навчальний літак, 1933
- Fi 97 — допоміжний літак, 1934
- Fi 98 — біплан-винищувач, 1936
- Fi 99 — спортивний літак, 1937
- Fi 103 (V-1) — некерована ракета «земля-земля»
- Fi 103 Райхенберг — пілотований літальний апарат
- Fi 156 Storch (укр. Лелека) — літак короткого злету і посадки для спостереження і зв'язку
- Fi 157 — безпілотна зенітна ракета
- Fi 158 — дослідний літак
- Fi 166 — реактивний винищувач вертикального злету та посадки
- Fi 167 — корабельний торпедоносець і розвідувальний біплан
- Fi 168 — штурмовик
- Fi 253 — спортивний літак
- Fi 256 — цивільний вантажопасажирський літак, розроблений на основі Fi 156
- Fi 333 — транспортний літак (концепт)